# Joachim Schult
Joachim Schult (* 1924; † 8. November 2011 in Tespe) war ein deutscher Segler und Fachautor für Segelliteratur. Seine Bücher erreichten eine Gesamtauflage von mehr als 500.000 Exemplaren.

## Leben
Im Zweiten Weltkrieg diente Schult bei der Kriegsmarine, unter anderem als Leutnant zur See auf dem U-Boot U 427 im Wesentlichen vor der norwegischen Küste bei Geleitzugfahrten. In den unmittelbaren Nachkriegsjahren segelte er mit einem Pirat von Warnemünde aus als Schieber und Schmuggler.
1979 segelte Joachim Schult mit seinem gleichnamigen Sohn rund um den Nordatlantik; beide wurden dafür mit dem Schlimbach-Preis ausgezeichnet.
1982 meldete Schult ein Patent für eine Mastleiter an, die er auf seinem Eigenbau Cormoran erprobte.
Schult war verheiratet und hatte einen gleichnamigen Sohn und eine Tochter.

## Auszeichnungen
- 1979: Schlimbach-Preis gemeinsam mit seinem Sohn Joachim Schult
- 1979: Trans-Ocean-Medaille[4]

## Schriften (Auswahl)
- Wir segeln. Bd. 1.: Bau und Pflege des Bootes, mit Zeichnungen von Heinz Köster. Berlin: Sportverlag 1957.
- Wir segeln. Bd. 2.: Bootsmanöver, mit Zeichnungen von Heinz Köster. Berlin: Sportverlag 1957.
- Wir segeln. Bd. 3.: Ausrüstung einer Kreuzeryacht, mit Zeichnungen von Klaus Müller. Berlin: Sportverlag 1958.
- Wir segeln. Bd. 4.: Seemannschaft, mit Zeichnungen von Klaus Müller. Berlin: Sportverlag 1959.
- Wir segeln. Bd. 5.: Segeltechnik, mit Zeichnungen von Klaus Müller. Berlin: Sportverlag 1960.
- Wer hat Wegerecht? Erläuterung der internationalen Wettsegelbestimmungen, Berlin, Bielefeld: Klasing 1962 (Kleine Yacht-Bücherei 3).
- Taktik des Regattasegelns, Berlin, Bielefeld: Delius, Klasing & Co. 1962.
- Schnell segeln – schneller als die andern: Eine Einführung in die Segeltechnik für Rennsegler und alle, die es werden wollen, Berlin, Bielefeld: Delius, Klasing & Co. 1963.
- mit Hans Donat: Wegerecht bei Tag. Erläuterung der Internationalen Seestraßenordnung in Wort und Bild, mit Fragen und Antworten, Hamburg: Schult 1967 (Kommodore Bordbücherei 5).
- mit Hans Donat: Wegerecht bei Nacht. Erläuterung der Internationalen Seestraßenordnung in Wort und Bild, mit Fragen und Antworten, Hamburg: Schult 1967 (Kommodore Bordbücherei 6).
- Umgang mit Bootsanhängern. Erläuterung der Verkehrvorschriften für den Trailer-Transport und Seemannschaft mit Bootsanhängern am Strand und auf der Straße, Berlin, Bielefeld: Klasing 1967 (Kleine Yacht-Bücherei 18).
- Aus der Jugendzeit des Motorbootes. Bielefeld, Berlin: Delius, Klasing + Co. 1971, ISBN 3-7688-0129-2.
- Die schnellste Weltumseglung durch die Südsee. Oldenburg, Hamburg: Gerhard Stalling Verlag 1976, ISBN 3-7979-1880-1.
- Abenteuerliche Erstleistungen auf der Passat-Route: Wolfgang von Schwarzenfelds Transozeanfahrt 1954–1955 mit einem Katamaran und Franz Romers Atlantik-Überquerung 1928 in einem Segel-Faltboot, Oldenburg und Hamburg: Gerhard Stalling Verlag 1977, ISBN 978-3-7979-1878-9.
- In Schlimbachs Kielwasser. Eine Chronik der Hochseesegelsportes von 1950 bis 1976 mit den 150 Fahrten von Seglern und Booten, die mit dem Schlimbach-Preis ausgezeichnet wurden oder sich um ihn bewarben. Unter anderem den Trans-Ocean-Preis, die Trans-Ocean-Medaille oder die Blue Water Medal erhielten, Oldenburg und Hamburg: Gerhard Stalling Verlag 1977, ISBN 3-7979-1885-2.
- Wale, Wikinger und wir. Mit Cormoran rund Nordatlantik. Ein nautisches Lesebuch für Fahrtensegler. Bielefeld: Delius Klasing 1980, ISBN 978-3-7688-0337-3.
- Yachtunfälle und wie man sie vermeiden kann. Hamburg: Edition Maritim 1982 und öfter, ISBN 978-3-922117-38-4.
- Notfälle an Bord, was tun? Ein Handbuch für den Bordgebrauch, mit Zeichnungen von Joachim Schult und Jochen Pape, Bielefeld: Klasing 1983, ISBN 978-3-87412-077-7.
- Segeln mit Rollreffanlagen. Bielefeld: Delius Klasing 1983, ISBN 3-7688-0446-1.
- Nachtfahrt: nautische Tips für Fahrtensegler, Bielefeld: Delius Klasing 1985, ISBN 978-3-87412-080-7.
- Mayday – Yachten in Seenot, Bielefeld: Delius Klasing 1986, ISBN 978-3-7688-0555-1.
- Bootsurlaub im Mittelmeer: Führer für Sportschiffer, Bielefeld: Delius Klasing 1988, ISBN 978-3-7688-0623-7.
- Richtig ankern. Bielefeld: Delius Klasing 1988, ISBN 3-87412-041-4.
- Koje gegen Hand und Herz: Liebe an Bord, Hamburg: Verl.-Haus Die Barque 1989, ISBN 978-3-89242-115-3.
- Segler-Wörterbuch. Deutsch-Englisch, Englisch-Deutsch, Deutsch-Französisch, Französisch-Deutsch. Bielefeld: Delius Klasing 1993, ISBN 3-87412-144-5.
- Erstleistungen deutscher Segler: 1890–1950, Bielefeld: Delius Klasing 1993, ISBN 978-3-7688-0812-5.
- Segler-Lexikon. 13. Auflage, Bielefeld: Delius Klasing 2008, ISBN 978-3-7688-1041-8.